# Павловнія
Павло́внія або адамове дерево (Paulownia, кит.: 桐, яп. キリ) — рід рослин родини павловнієвих, яку ототожнють або зараховують до ранникових.
В 2023 році, згідно наказу Міністра захисту довкілля та природних ресурсів України № 695/39751 від 05.05.2023 року павловнія (види та гібриди) включені до "Переліку чужорідних видів дерев, заборонених у відтворенні лісів", з відповідною забороною використовувати її для створення та відновлення лісів та полезахисних смуг в Україні.

## Назва
Філіп Зібольд і Йозеф Цуккаріні дали рослині назву за патронімом дочки імператора Павла I Анни Павлівни (1795—1865 роки): назвати рід Anna вони не могли, оскільки такий рід вже існував, а ім'я по батькові вони прийняли за друге ім'я.

## Поширення
Батьківщиною більшості видів роду є Східна Азія — Японія, Корея, Китай, Лаос, В'єтнам.

## Опис
Листопадне дерево 10 — 25 м висотою, з великими листками довжиною до 80 см (у павловнії повстяної), розміщеними на гілках один навпроти одного. Цвіте ранньою весною, квіти зібрані у волоті 10 — 30 см довжиною, мають циліндричну форму, світло-фіолетові, схожі на квіти наперстянки. Плід — суха коробочка, що містить тисячі дрібних «пухнастих» насінин. Восени коробочки липкі, мають коричневе забарвлення. Розтріскуються, висячи на дереві. В Україні плодоносні рослини павловнії повстяної (Paulownia tomentosa) ростуть в Ужгороді, Мукачеві, Тернополі та Одесі. У Києві росте в Ботсаду ім. О. Фоміна та на подвір'ї Софії Київської.

## Практичне використання
Рослину розглядають як можливий інструмент боротьби з глобальним потеплінням. Плантація рослин у 4000 кв. м поглинає 103 тони вуглекислого газу (за який період часу?).

## Цікаві факти
Павловнія (конкретно P. tomentosa) відома японською як kiri (яп. 桐), також відоме як «дерево принцеси». Павловнія є гербом-мон прем'єр-міністра, а також служить державною печаткою Японії, яка використовується кабінетом і урядом Японії (тоді як хризантема є імператорською печаткою Японії).  Це одна з мастей у картковій грі ханафуда, пов’язана з листопадом або груднем (у деяких регіонах порядок цих двох місяців змінюється на протилежний). 

## Галерея

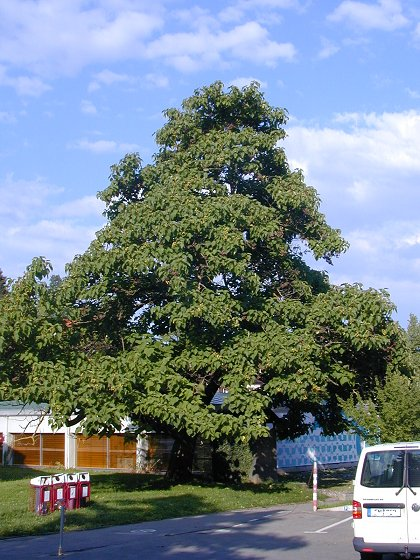
Paulownia tomentosa
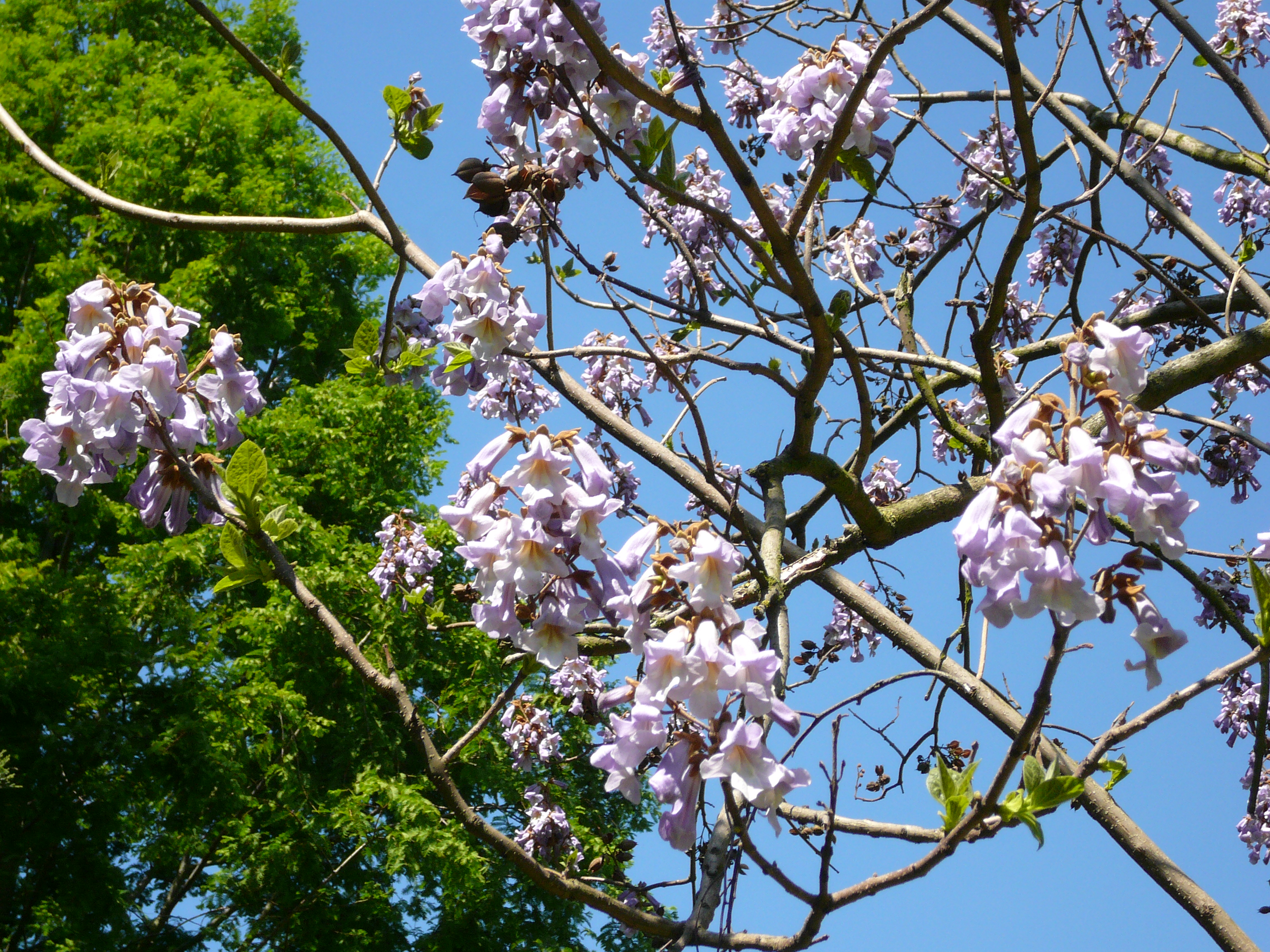
Цвіт павловнії
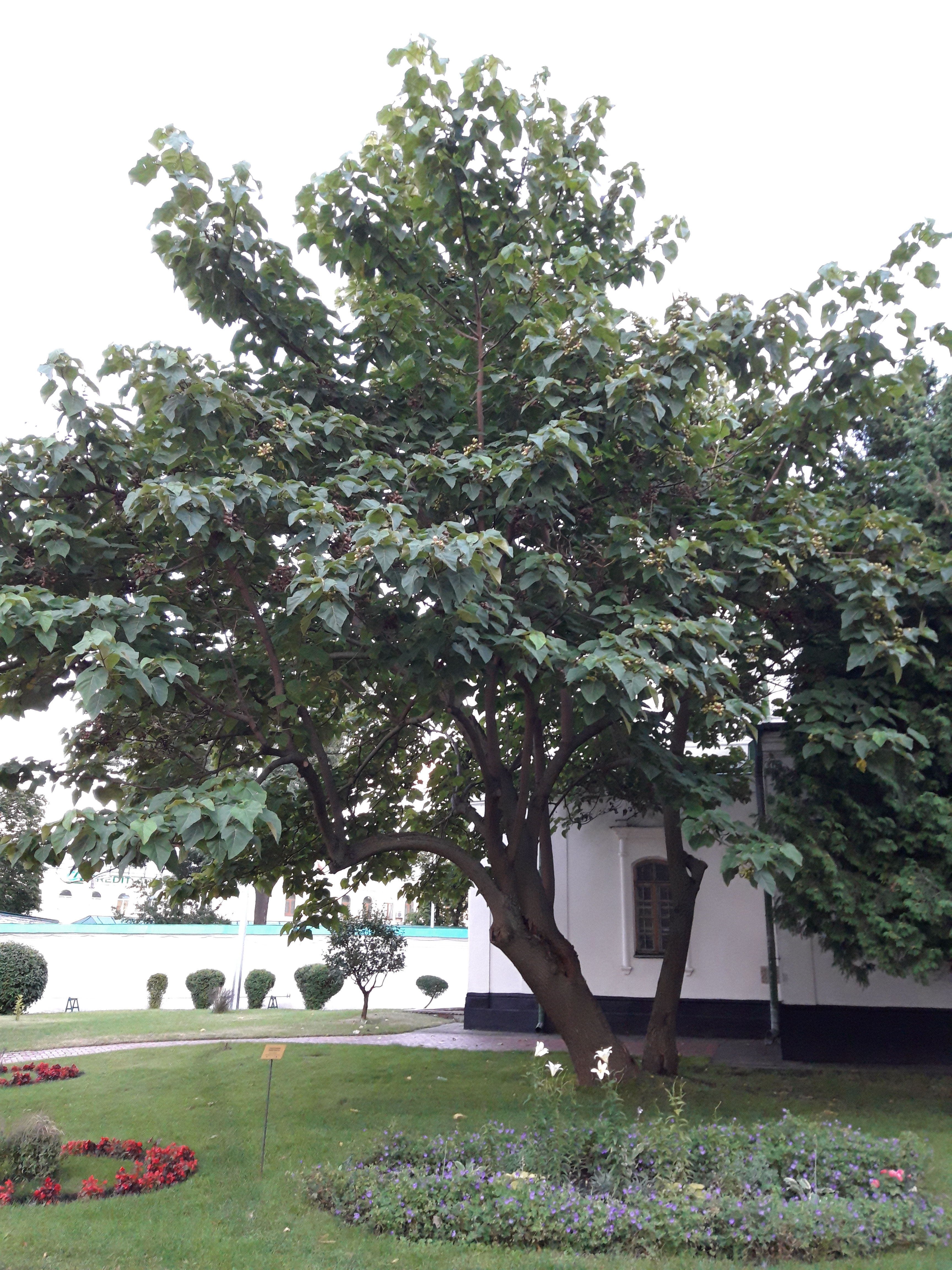
Павловнія повстиста на подвір'ї Софії Київської
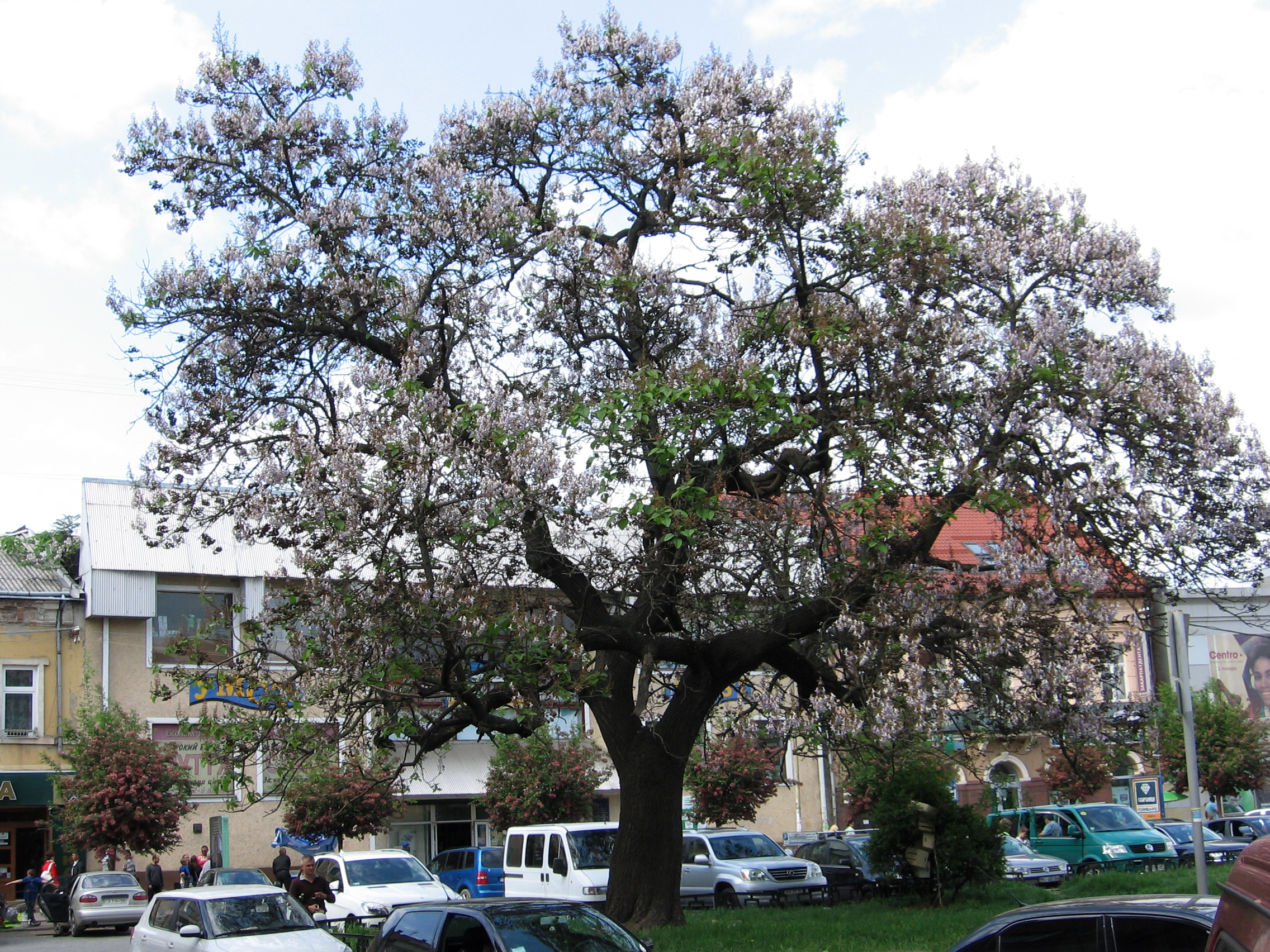
Павловнія повстиста в Ужгороді
Символ канцелярії прем’єр-міністра Японії

## Види
- - Paulownia australis
  - Paulownia catalpifolia
  - Paulownia coreana
  - Paulownia duclouxii
  - Paulownia elongata
  - Paulownia fargesii
  - Paulownia fortunei
  - Paulownia glabrata
  - Paulownia grandifolia
  - Paulownia imperialis
  - Paulownia kawakamii
  - Paulownia lilacina
  - Paulownia longifolia
  - Paulownia meridionalis
  - Paulownia mikado
  - Paulownia recurva
  - Paulownia rehderiana
  - Paulownia shensiensis
  - Paulownia silvestrii
  - Paulownia taiwaniana
  - Paulownia thyrsoidea
  - Paulownia tomentosa
  - Paulownia viscosa
  - Paulownia Clon in Vitro 112